# ATLiens
ATLiens är den amerikanska hiphopduon Outkasts andra studioalbum, släppt 27 augusti 1996 av LaFace Records.

## Låtlista
Låtlista och samplingar från albumets broschyr.
| Nr  | Titel                                        | Kompositör                                                      | Producent(er)   | Längd |
| --- | -------------------------------------------- | --------------------------------------------------------------- | --------------- | ----- |
| 1.  | You May Die (Intro)                          | Joi Gilliam, Myrna Crenshaw, Organized Noize                    | Organized Noize | 1:05  |
| 2.  | Two Dope Boyz (In a Cadillac)                | André Benjamin, Organized Noize, Antwan Patton                  | Organized Noize | 2:42  |
| 3.  | ATLiens                                      | Benjamin, Patton                                                | Earthtone Ideas | 3:50  |
| 4.  | Wheelz of Steel                              | Benjamin, Patton                                                | Earthtone Ideas | 4:03  |
| 5.  | Jazzy Belle                                  | Benjamin, Organized Noize, Patton                               | Organized Noize | 4:11  |
| 6.  | Elevators (Me & You)                         | Benjamin, Patton                                                | Earthtone Ideas | 4:25  |
| 7.  | Ova da Wudz                                  | Benjamin, Erin Johnson, Patton                                  | Earthtone Ideas | 3:47  |
| 8.  | Babylon                                      | Andrea Martin, Benjamin, Ivan Doroschuk, Patton                 | Organized Noize | 4:24  |
| 9.  | Wailin'                                      | Benjamin, Organized Noize, Patton                               | Organized Noize | 1:58  |
| 10. | Mainstream (med Khujo och T-Mo)              | Robert Barnett, Benjamin, Willie Knighton, Patton               | Earthtone Ideas | 5:18  |
| 11. | Decatur Psalm (med Big Gipp och Cool Breeze) | Frederick Bell, Benjamin, Cameron Gipp, Organized Noize, Patton | Organized Noize | 3:58  |
| 12. | Millennium                                   | Benjamin, Organized Noize, Patton                               | Organized Noize | 3:09  |
| 13. | E.T. (Extraterrestrial)                      | Benjamin, Johnson, Patton                                       | Earthtone Ideas | 3:06  |
| 14. | 13th Floor/Growing Old                       | Benjamin, Marqueze Ethridge, Organized Noize, Patton            | Organized Noize | 6:50  |
| 15. | Elevators (Me & You) [ONP 86 Remix]          | Benjamin, Organized Noize, Patton                               | Organized Noize | 4:37  |

Samplingar
- "You May Die (Intro)" är en interpolation av "Summer in the City" av Quincy Jones.
- "Two Dope Boyz (In a Cadillac)" innehåller en sampling från "D.E.E.P." by Outkast och "Danger, She's a Stranger" av The Five Stairsteps
- "ATLiens" innehåller en sampling från "Around the World" by Attilio Mineo och "So Tired" av The Chambers Brothers
- "Wheelz of Steel" innehåller en sampling från "Focus III" av Focus och "Saturday Night Style" av Mikey Dread
- "Jazzy Belle" innehåller en sampling från "It's Yours" av T La Rock och Jazzy Jay samt "Prelude" av Lamont Dozier
- "Elevators" innehåller en sampling från "Blue Suede Shoes" av Carl Perkins
- "Elevators (Me & You) [ONP 86 Mix]" innehåller en sampling från "Come In Out of the Rain" av Parliament; originalet innehåller ljudeffekter från TV-spelet Super Mario Bros.
- "Ova Da Wudz" innehåller en sampling från "Judas" av Society of Soul
- "Babylon" innehåller en sampling från "12 O'Clock" av Vangelis
- "Wailin" innehåller en sampling från "To The Establishment" av Lou Bond
- "Mainstream" innehåller en sampling från "Sesame Street" av Goodie Mob
- "Decatur Psalm" innehåller en sampling från "Cebu" av The Commodores